# Нократ
Нократ (баш. Ноҡрат) — деревня в Янаульском районе Республики Башкортостан Российской Федерации. Входит в состав Байгузинского сельсовета.

## География

### Географическое положение
Расположена на реке Орье. Расстояние до:
- районного центра (Янаул): 14 км,
- центра сельсовета (Айбуляк): 8 км,
- ближайшей ж/д станции (Янаул): 14 км.

## История
Деревня основана по договорной записи башкир Уранской волости от 7181 (1673) года и жалованной грамоте от 5 декабря 7192 (1683) года ясачными удмуртами. В 1747 году деревня имела 95 душ ясачных удмуртов, а в 1795 году — 314 жителей, относившихся к сословию тептярей.
В 1842 году — 40 дворов и 238 жителей. Среди земельных угодий, относящихся к деревне, усадьба занимала 16 десятин, пашня — 913, сенокосы 70, лес 7, неудобные земли — 625 десятин. В деревне имелась водяная мельница, также во владении удмуртов было 120 лошадей, 80 коров, 150 овец, 140 коз и 18 ульев пчёл.
В 1870 году — деревня Нократова 3-го стана Бирского уезда Уфимской губернии, 54 двора и 320 жителей (160 мужчин и 160 женщин, все тептяри). Жители занимались лесным промыслом.
В 1896 году в деревне Байгузинской волости IV стана Бирского уезда — 60 дворов, 352 жителя (178 мужчин, 174 женщины).
В 1920 году по официальным данным в деревне было 69 дворов и 315 жителей (145 мужчин, 170 женщин), по данным подворного подсчета — 300 удмуртов в 57 хозяйствах и 43 башкира в 10 хозяйствах.
В 1926 году деревня относилась к Янауловской волости Бирского кантона Башкирской АССР.
В 1982 году население — около 160 человек.
В 1989 году — 111 человек (45 мужчин, 66 женщин).
В 2002 году — 89 человек (38 мужчины, 51 женщина), преобладают удмурты (80 %).
В 2010 году — 74 человека (33 мужчины, 41 женщина).

## Население
| 2002 | 2009 | 2010 |
| ---- | ---- | ---- |
| 89   | ↘77  | ↘74  |